# Banc de Letònia
El Banc de Letònia (en letó: Latvijas Banka) és el banc central de la República de Letònia. És una de les institucions claus de l'estat i s'encarrega de les funcions econòmiques que li encomana la llei. L'objectiu principal del banc de Letònia és el de regular la moneda en circulació, mitjançant la implementació de la política monetària i del manteniment de l'estabilitat de preus a Letònia. A partir de l'1 de gener de 2014 s'ha introduït la moneda de l'euro en compta dels lats.

## Administració
L'administració del Banc de Letònia es troba a Riga. L'any fiscal del banc comença l'1 de gener i acaba el 31 de desembre.

### Presidents del Banc de Letònia
- Artūrs Graudiņš
- Pēteris Sakss
- Einars Repše (1991-2001)
- Ilmārs Rimšēvičs (2000-present)